# Scone (Perth and Kinross)
Scone [skuːn] (gälisch: Sgàin; mittelirisch: Scoine) ist ein Dorf in Perth and Kinross, Schottland.
Old Scone war das historische Zentrum des piktischen Königreichs seit dem 8. Jahrhundert und später des vereinigten Königreichs von Alba sowie bis ins 17. Jahrhundert Krönungsort der schottischen Könige. Der seit König Kenneth MacAlpin für die Krönung der schottische Könige bedeutsame Stein von Scone stammt aus dem lokalen Sandstein-Formationen. Im Jahre 1297 wurde er von Eduard I. von England als Kriegsbeute nach Westminster Abbey entführt. Bis dahin wurden darauf in Scone alle schottischen und danach alle englischen und britischen Könige, zuletzt Charles III. im Jahr 2023, gekrönt. Seit 1996 aber wird er auf Edinburgh Castle aufbewahrt.
Rings um den alten piktischen Krönungshügel Moot Hill entstanden im 12. Jahrhundert das bedeutende Kloster Scone Abbey mit einem Palast als königliche Residenz, sowie die beiden burghs (Freistädte) Scone und 1,5 km flussabwärts Perth. Im späteren Mittelalter verlor Scone an Bedeutung. 2007 ermittelten Archäologen die genaue Lage von Scone Abbey, die im Jahre 1559 auf dem Höhepunkt der Reformation geplündert und verbrannt wurde.
New Scone liegt etwas mehr als einen Kilometer östlich von Old Scone. Zu Beginn des 19. Jahrhunderts errichtete der Earl of Mansfield am Ort der alten Abtei ein neues Schloss, den heutigen Scone Palace. Um Platz für den Schlosspark zu schaffen, verlegte er das gesamte Dorf Scone samt Häusern, Geschäften, Kirche und allen Einwohnern etwa einen Kilometer nach Osten vom Schloss und vom Fluss Tay weg. Der Ort New Scone heißt seit 1997 offiziell wieder kurz Scone. Er hatte im Jahr 2001 insgesamt 4430 Einwohner.

## Geschichte
Der kleine bronzezeitliche Steinkreis von Sandy Road (auch Greystanes genannt) liegt in New Scone.

### Piktisches Königszentrum (8. Jahrhundert – 841)

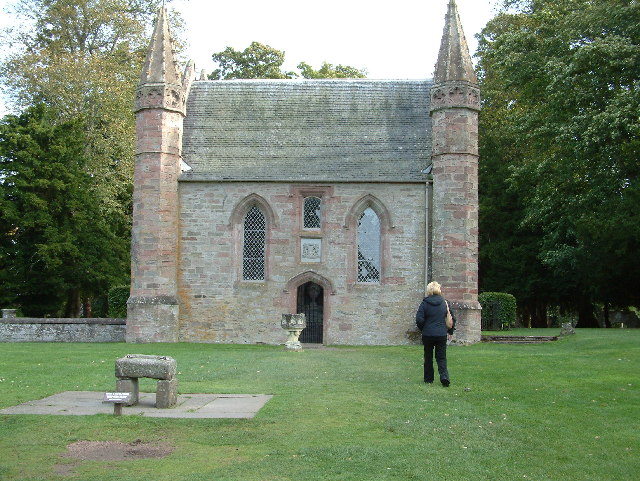
Moot hill und seine Kapelle heute

Der Moot Hill von Scone war schon lange religiöses Zentrum. Aber im 8. Jahrhundert wurde Scone auch zum Zentrum des piktischen Königreichs und möglicherweise auch zum Krönungsort seiner Könige.
Der Beiname Hill of Credulity bzw. Hill of Belief (Hügel des Glaubens) für den Moot Hill von Scone wurde wahrscheinlich bei dem Ereignis hier im Jahr 710 geprägt, als

„Nechtan, König der Pikten, … den Fehler widerrief, dem er und sein Land bis dahin bezüglich der Einhaltung des Ostertermins unterlegen hatten, und sich zusammen mit seinem Volk dahingehend unterwarf, das katholische Datum der Wiederauferstehung unseres Herrn zu feiern.“

Gut möglich auch, dass die aus der gälischen Dichtung im Mittelalter stammenden Namen Scoine sciath-airde, „Scone der hohen Schilde“, und Scoine sciath-bhinne, „Scone der lauten Schilde“ ihre Wurzeln daher hatten, als Scone 728 zur Szene einer wichtigen Schlacht in der piktischen Geschichte wurde.

### Das Bankett von Scone, der Verrat von Kenneth MacAlpin (841–858)
In einer Schlacht mit den Wikingern starben 839 Uen, der letzte König des eigenständigen piktischen Königreichs, zusammen mit seinem Bruder Bran und der piktischen Armee in unzähliger Zahl. Uens Tod folgte ein Machtvakuum im piktischen Königreich, das seit dem 8. Jahrhundert auch Dalriada kontrolliert hatte. Mindestens vier potentielle Thronfolger rangen um den piktischen Thron. Der Legende nach lud Kenneth MacAlpin, der letzte König von Dalriada, in dieser Situation 841 den piktischen Thronfolger Drest und die wenigen verbliebenen piktischen Adligen nach Scone ein, um die Unabhängigkeit Dalriadas zu besprechen. Es wurde dabei viel getrunken. Die Skoten von Dalriada kamen jedoch heimlich bewaffnet nach Scone und töteten alle piktischen Adligen.

### Blütezeit im frühen schottischen Königreich (843–1296)
Tatsache ist, dass Kenneth MacAlpin bis 848 alle piktischen Widersacher besiegte. MacAlpin gilt allerdings bereits seit seiner Krönung auf dem Stein von Scone im Jahr 843 als 1. König des vereinigten Schottlands (Alba). Möglicherweise hatte Kenneth um 840 diesen Stein von Iona oder Irland nach Scone gebracht. Jedenfalls wurden von da an alle schottischen Könige bis zum Ende des 13. Jh. hier gekrönt. Der Stein wurde dazu im Freien auf dem historischen Moot Hill aufgestellt, auf dem auch schon die piktischen Könige gekrönt worden waren.
Scone gewann dadurch an Bedeutung und wurde zum Zentrum des Königreichs Alba. Die mittelalterliche gälische Dichtung beschreibt Scone als Scoine sciath-airde, („Scone der hohen Schilde“) und Scoine sciath-bhinne („Scone der lauten Schilde“). Schottland selbst wurde oft „Kingdom of Scone“, Righe Sgoinde genannt. Zu dieser frühen Zeit war demnach Scone das, was einer Hauptstadt des Königreichs Schottland am nächsten kam.

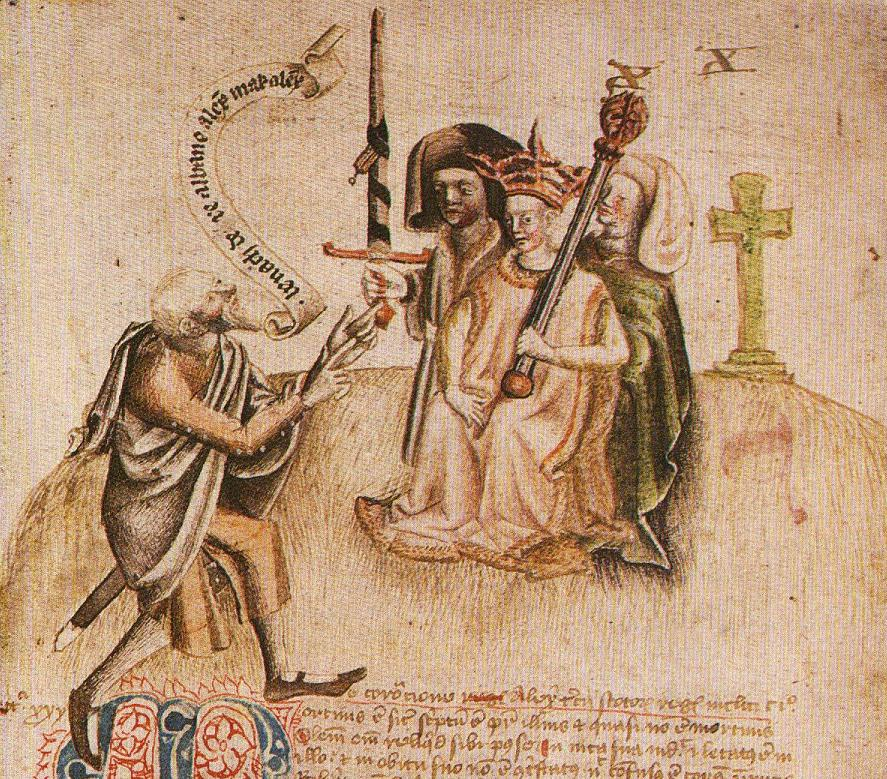
Die Krönung Alexanders III. von Schottland am 13. Juli 1249 auf dem Moot Hill in Scone. Er wird begrüßt vom ollamh rígh, dem königlichen Dichter, der ihn mit der Ausrufung „Benach De Re Albanne“ (Gott segne den König von Schottland) anspricht. Illustration aus dem Scotichronicon von Walter Bower, 1447.

Die heidnischen Krönungsriten mit dem Stone of Scone auf dem archaischen Moot Hill nach altirischer Art waren bei den aufstrebenden Anglonormannen im 12. Jahrhundert berüchtigt. Unter französischem Einfluss versuchte Alexander I. von Schottland (reg. 1107–1124) Scone deshalb in ein überzeugenderes königliches Zentrum umzuwandeln: Ein Dorf (burgh) wurde angesiedelt. 1124 versprach Alexander in einem Schreiben an „alle Kaufleute von England“ (omnibus mercatoribus Angliae), dass diesen Schutz gewährt werden würde, wenn sie Waren über das Meer nach Scone brächten.
Allerdings lag Scone nicht an einem schiffbaren Teil des Flusses Tay. Erst 1,5 km flussabwärts gab es diese Möglichkeit bei Perth (von Aber-Tha, ‚Mündung des Tay‘). Deshalb wurde dort unter David I. die neue burgh (Freistadt) Perth gegründet. Unter William I. the Lion erlangte Perth den Titel royal burgh.
König Alexander I. gründete ebenso zwischen 1114 und 1122 ein Augustiner-Kloster in Scone. 1163 oder 1164, in der Regierungszeit von Malcolm IV., wurde das Kloster zur Abtei erhoben und es erhielt eine Abteikirche, Scone Abbey. Direkt neben dem Krönungshügel gelegen erfüllte die Abtei wichtige Funktionen im Königreich. In der Kirche wurden die Reichinsignien, die Krone, das Kreuz der heiligen Margarete („Black rood of St. Margaret“) und der Krönungsstein aufbewahrt. Des Weiteren diente die Abtei bei Anwesenheit der Könige als königliche Residenz oder Palast.
Als im weiteren 12. Jahrhundert die schottischen Könige selbst mehr französisch als gälisch wurden, kam die herausragende Rolle Scones in Gefahr.
Walter von Coventry berichtete zur Zeit Williams I. von Schottland:
Wenn auch übertrieben, so lag doch viel Wahrheit darin. Als der normannisierte David I. von Schottland im Sommer 1124 nach Scone zur Krönung kam, weigerte er sich zunächst, an der traditionellen Zeremonie auf dem archaischen Moot Hill teilzunehmen und wurde nur mit Mühe von den Bischöfen zur Teilnahme überredet. Ailred of Rievaulx, Freund und Mitglied des Königshofs, berichtet darüber: David „so abhorred those acts of homage which are offered by the Scottish nation in the manner of their fathers upon the recent promotion of their kings, that he was with difficulty compelled by the bishops to receive them“. Unweigerlich hatte dies eine Auswirkung auf die Bedeutung Scones als rituelles und kulturelles Zentrum.
Im 13. Jh. wurde die königliche Hauptresidenz zunächst nach Perth, später dann nach Dunfermline und schließlich nach Edinburgh verlegt. Dennoch wurde die Krönungszeremonie auf dem Stein von Scone im Wesentlichen durch das 13. Jh. hindurch beibehalten. Auch nutzten die Könige Scone weiterhin bis ins späte Mittelalter als Residenz und es trafen sich regelmäßig schottische Parlamente hier.

### Umbruch in den Schottischen Unabhängigkeitskriegen (1296–1350)

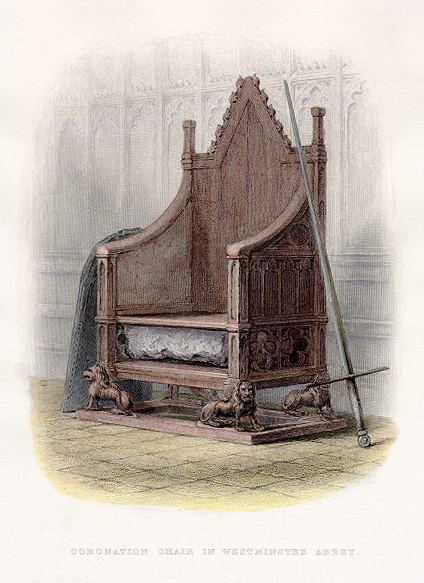
Der Stone of Scone im Krönungsstuhl der britischen Könige in Westminster Abbey. Stich von 1855, unbekannter Künstler

1296 brachte König Eduard I von England ganz Schottland unter seine Kontrolle. Er raubte die Krone, das heilige Kreuz Black rood of Margaret und den Stein von Scone aus Scone Abbey und brachte sie nach Westminster. Der Stein von Scone wurde in den englischen Thron eingesetzt. Seither wurden alle englischen und britischen Könige darüber sitzend gekrönt. Die schottischen Könige wurden jedoch auch ohne den Stein danach noch bis zum Ende des schottischen Königreichs in Scone gekrönt.
Ende Mai 1297 griff William Wallace in den aufkeimenden ersten schottischen Unabhängigkeitskrieg gegen England in Scone ein, indem er mit einer kleinen Rebellenarmee aus den Hügeln heraus über den englischen Justiziar William de Ormesby herfiel, der in Scone Gericht über diejenigen hielt, die Edward keine Treue schworen. Ormesby entkam knapp und galoppierte mit der Neuigkeit über die Rebellion nach Edinburgh. Im selben Krieg geriet Scone Abbey unter schwere Angriffe.
Von all den Krönungen in Scone, war die von Robert the Bruce am 25. März 1306 eine der bekanntesten. Außerdem war sie wohl die erste seit Kenneth MacAlpins über 450 Jahre zuvor, die ohne den Stone of Scone stattfand. Erst im Friedensvertrag von 1328 zwischen Robert the Bruce und Edward III. erkannte England die Selbständigkeit Schottlands wieder an. Der Vertrag sah auch vor, die 1296 entwendeten Kroninsignien zurückzugeben. Während aber das heilige Kreuz von St. Margaret tatsächlich nach Scone zurückfand, blieb der Stone of Scone für weitere 650 Jahre in Westminster Abbey.

### Abstieg im späteren schottischen Königreich (1350–1701)
Auch wenn Scone als Krönungsort beibehalten wurde, so verlor es im späteren Mittelalter doch seine Rolle als „Hauptstadt“. Die Abtei von Scone wurde zu einem Pilgerzentrum für den heiligen St. Fergus, dessen Kopf sie als Reliquie aufbewahrte, sie behielt traditionelle Feste bei und einen ausgezeichneten Ruf für exzellente Musik. Im 16. Jahrhundert beendete die schottische Reformation die Bedeutung aller Klöster in Schottland, und im Juni 1559 wurde die Abtei von Anhängern der Reformation aus Dundee angegriffen und niedergebrannt. Einige Mönche betrieben die Abtei weiter, aber am Ende des Jahrhunderts war das klösterliche Leben verschwunden. 1581 kam Scone in den Bereich der neu geschaffenen Grafschaft Gowrie. 1606 wurde die Grafschaft an David Murray verliehen, der den neuen Titel Lord Scone erhielt, welcher 1621 zum Viscount Stormont aufgewertet wurde. Die Abtei bzw. der Palast blieb in einem bewohnbaren Zustand, da die Viscounts offensichtlich einige Restaurierungen durchführten und weiter ihren Sitz dort behielten. 1624 wurde eine neue Gemeindekirche auf dem Moot Hill gebaut, von der heute nur noch ein Schiff erhalten ist. Weiterhin war Scone Gastgeber für wichtige Gäste, wie etwa für König Karl II. von Schottland und England, als er 1651 als letzter König in Scone gekrönt wurde. 1803 beauftragte die Familie (nun Grafen von Mansfield) den englischen Architekten William Atkinson ein neues Schloss, Scone Palace, zu bauen.

### New Scone (1805–heute)
Um Platz für den Schlosspark um den neuen Scone Palace zu schaffen, wurde 1805 das alte Dorf Scone zerstört und seine Bewohner samt Geschäften und Kirchen in einen auf dem Reißbrett geplanten neuen Ort umgesiedelt, der ursprünglich New Scone genannt wurde. Für den Umzug wurden die beiden Kirchen des Orts Stein für Stein ab- und 2 km weiter östlich in New Scone wieder aufgebaut.

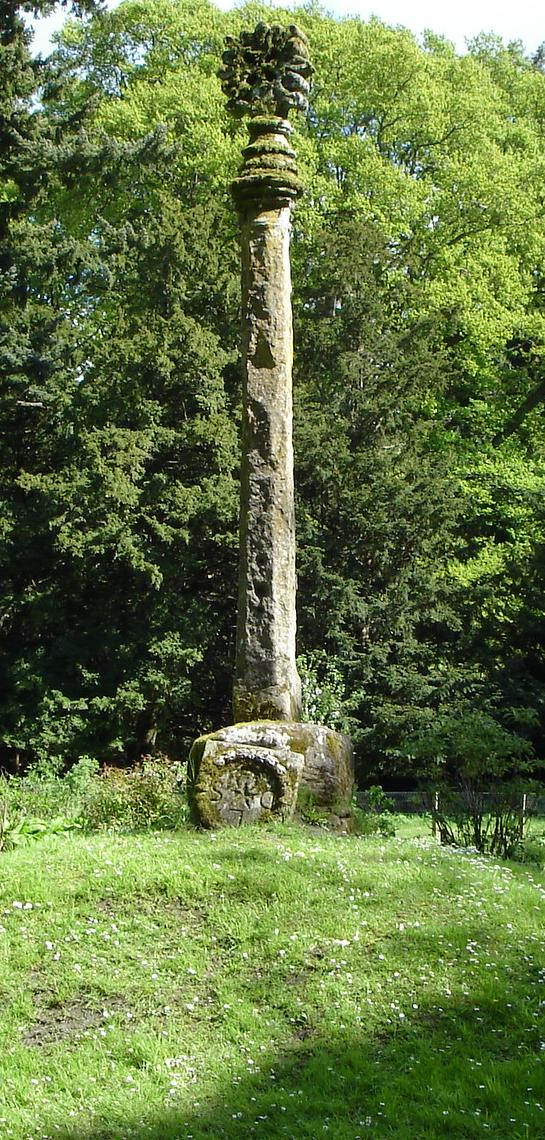
Das Marktkreuz von Old Scone im Park von Scone Palace, heute fast das Einzige, was vom alten Ort noch zu sehen ist

Von Old Scone ist im Park von Scone Palace heute nicht mehr viel zu erkennen außer dem mercat cross (Marktkreuz), dem alten Friedhof, dem Torbogen aus dem 16. Jh. als eindrucksvollem Zugang in die City of Scone und natürlich dem uralten Moot Hill, auf dem die Könige gekrönt wurden, samt einem erhaltenen Teil der Gemeindekirche von 1624.
Seit 1997 heißt New Scone offiziell wieder kurz Scone. Im Jahr 2001 hatte Scone laut Census of Scotland 4430 Einwohner.

## Wissenswertes
Das Scone-Gebäck wird als [skɒn] oder [skəʊn] ausgesprochen, der Ort hingegen als [skuːn]. Beide Begriffe haben keinen gemeinsamen Hintergrund.
Scone ist in William Shakespeares Drama Macbeth (2. Akt, Szene 4) von 1607 als Krönungsort Macbeths erwähnt. Außerdem ist es das aller letzte Wort der Tragödie: „So, thanks to all at one and to each one / Whom we invite to see us crown'd at Scone.“ („Euch allen werd und jedem Dank und Lohn, / Und jetzt zur Krönung lad ich Euch nach Scone.“)
Der Botaniker David Douglas, nach dem unter anderem die Douglasie benannt ist, wurde 1799 noch in Old Scone geboren. Als 6-Jähriger erlebte er die Umsiedlung von Scone mit. Er arbeitete bereits mit 11 Jahren als Gärtner im neu geschaffenen Scone Palace. Mit 35 Jahren starb er auf Hawaii.